# Nothrus ovivorus
Nothrus ovivorus är en kvalsterart som beskrevs av Alpheus Spring Packard 1868. Nothrus ovivorus ingår i släktet Nothrus och familjen Nothridae. Inga underarter finns listade i Catalogue of Life.